# Fronde des députés du Crédit social en 1937
 (février 2019).
Si vous disposez d'ouvrages ou d'articles de référence ou si vous connaissez des sites web de qualité traitant du thème abordé ici, merci de compléter l'article en donnant les références utiles à sa vérifiabilité et en les liant à la section « Notes et références ».

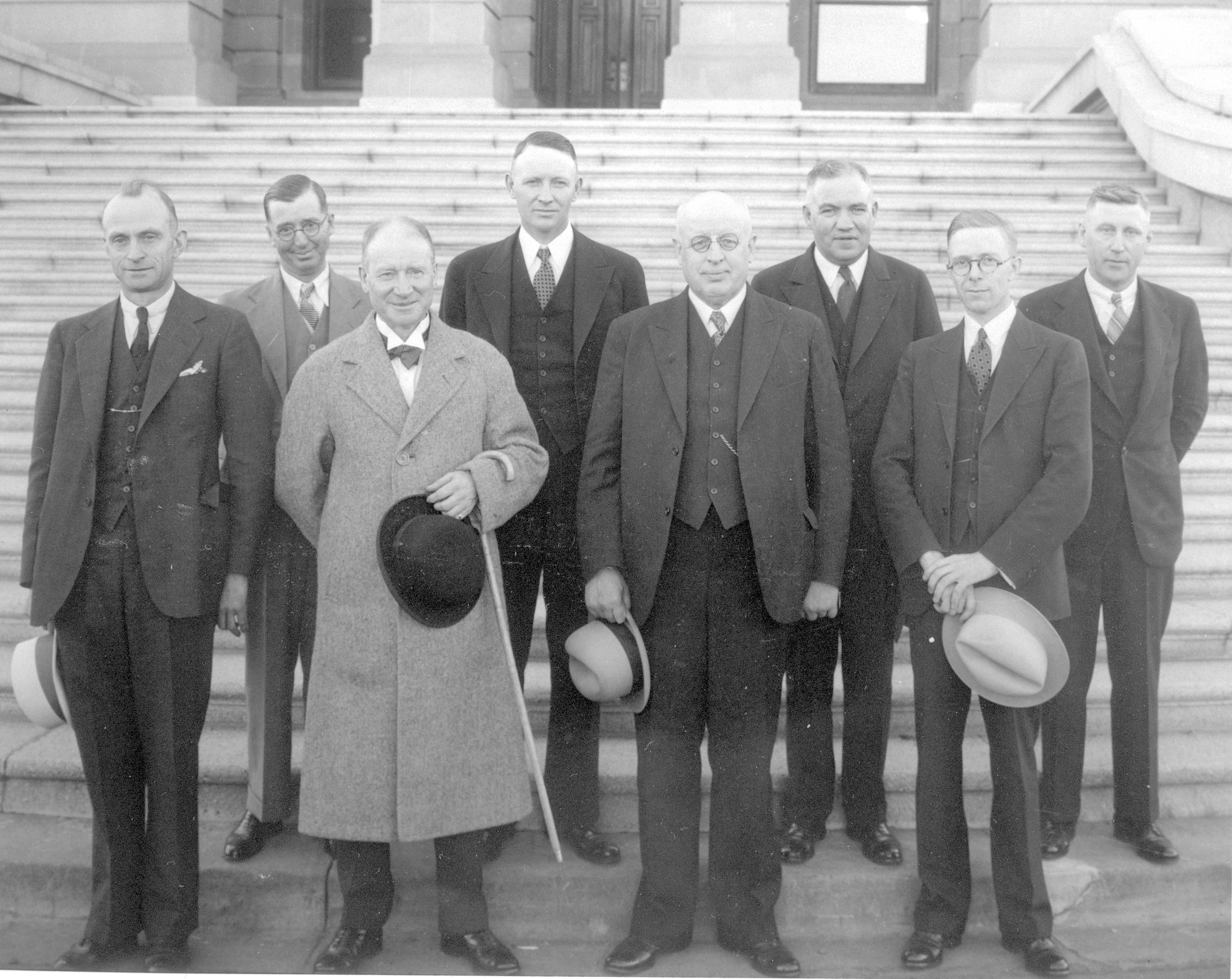
Le premier cabinet de William Aberhart en 1935, est resté intact jusqu’à la fin de 1936. En août 1937, quatre de ses huit membres avaient démissionné ou avaient été licenciés.

La révolte des simples députés du Crédit social de 1937 s'est déroulé de mars à juin 1937 dans la province canadienne d'Alberta.  Il s'agissait d'une rébellion contre le premier ministre William Aberhart par un groupe de députés qui ne faisait pas partie du cabinet, mais membres de l'Assemblée législative (MLA) de la Ligue du crédit social.  Les dissidents étaient mécontents de l'incapacité d'Aberhart à fournir aux Albertains des dividendes mensuels de 25 dollars canadiens grâce au crédit social, comme il l'avait promis lors de sa campagne de 1935.  Quand le budget du gouvernement de 1937 n’a pris aucune mesure pour appliquer des dividendes, de nombreux députés se sont révoltés ouvertement et ont menacé de renverser le gouvernement lors d’un vote de confiance. 
La révolte a eu lieu dans une période de turbulences pour Aberhart et son gouvernement: outre les députés dissidents, la moitié du cabinet a démissionné ou a été licencié en moins d'un an. Aberhart a également été critiqué pour avoir planifié d'aider au couronnement de George VI aux frais de la province et pour avoir étouffé une tentative de rappel à son encontre de la part des électeurs de sa circonscription. 
Après un débat houleux au cours duquel la survie du gouvernement a été mise en cause, un compromis a été trouvé, selon lequel le gouvernement d'Aberhart céderait un pouvoir considérable à un comité de simples députés.  Ce comité, dominé par les insurgés, a recruté deux experts britanniques du crédit social qui se sont rendus à Alberta pour donner des conseils sur la mise en œuvre du crédit social.  L'une des premières démarches d'experts a été d'exiger un engagement de fidélité des députés du Crédit social.  Presque tous les membres ont signé, mettant ainsi fin à la crise, bien que la plupart des mesures législatives proposées par les experts ont finalement été rejetées ou déclarées inconstitutionnelles. 